# Federazione di baseball del Nicaragua
La Federazione nicaraguense di baseball (spa. Federación Nicaragüense de Béisbol) è un'organizzazione fondata per governare la pratica del baseball e del softball in Nicaragua.
Organizza il campionato maschile e di softball femminile, e pone sotto la propria egida la nazionale maschile e di softball femminile.